# Tri barve: modra
Tri barve: modra (francosko Trois couleurs: Bleu, poljsko Trzy kolory. Niebieski) je koprodukcijski dramski film iz leta 1993, ki ga je režiral Krzysztof Kieślowski in zanj tudi napisal scenarij skupaj s Krzysztofom Piesiewiczom, Agnieszko Holland, Edwardom Żebrowskim in Sławomirjem Idziakom. V glavnih vlogah nastopajo Juliette Binoche, Benoît Régent, Emmanuelle Riva in Florence Pernel. Je prvi iz trilogije Tri barve, ki se nanaša na barve francoske zastave in ideale francoske revolucije, svoboda, enakost, bratstvo, sledita mu filma Tri barve: bela in Tri barve: rdeča. Dogajanje je postavljeno v Pariz, kjer Julie (Binoche) mož in otrok umreta v prometni nesreči, ona pa se brez družinskih obveznosti poskuša umakniti od vseh nekdanjih socialnih vezi in živeti v osamiti, toda ne uspe se ji rešiti človeških odnosov.
Film je bil premierno prikazan 8. septembra 1993 v francoskih kinematografih in 10. oktobra v poljskih. Naletel je na dobre ocene kritikov, ki ga uvrščajo med najboljša dela Kieślowskega. Na Beneškem filmskem festivalu je skupaj s filmom Kratke zgodbe osvojil glavno nagrado zlati lev, osvojil pa je tudi nagradi za fotografijo in najboljšo igralko (Binoche). Slednja je bila nominirana tudi za zlati globus za najboljšo igralko v filmski drami ter osvojila Césarja za najboljšo igralko, film pa je bil nagrajen še s Césarjema za najboljši zvok in montažo ter nagrado Goya za najboljši evropski film. Nominiran je bil še za nagrado Guldbagge za najboljši tuji film.

## Vloge
- Juliette Binoche kot Julie de Courcy (roj. Vignon)
- Benoît Régent kot Olivier Benôit
- Florence Pernel kot Sandrine
- Charlotte Véry kot Lucille
- Hélène Vincent kot novinarka
- Philippe Volter kot nepremičninski agent
- Emmanuelle Riva kot ga. Vignon
- Yann Trégouët kot Antoine
- Julie Delpy kot Dominique
- Zbigniew Zamachowski as Karol Karol